# Utah Jazz 2019-2020
La stagione 2019-2020 degli Utah Jazz è stata la 46ª stagione della franchigia nella NBA.

## Draft
| Giro | Scelta | Giocatore             | Ruolo | Nazionalità | Università/Squadra |
| ---- | ------ | --------------------- | ----- | ----------- | ------------------ |
| 1    | 23     | Darius Bazley         | PG    | Stati Uniti | Princeton HS       |
| 2    | 53     | Justin Wright-Foreman | G     | Stati Uniti | Hofstra Pride      |

## Roster
| \| Pos. \| Num. \| Naz. \| Nome \| Altezza \| Peso \| Data nascita \| Provenienza \| \| ---- \| ---- \| ---- \| --------------------------- \| ------- \| ------ \| ------------ \| ----------------------- \| \| G \| 00 \| \| Clarkson, Jordan \| 193 cm \| 88 kg \| 07-06-1992 \| Missouri \| \| G \| 0 \| \| Williams-Goss, Nigel \| 188 cm \| 86 kg \| 16-09-1994 \| Gonzaga \| \| G/AP \| 2 \| \| Ingles, Joe \| 203 cm \| 103 kg \| 02-10-1987 \| Lake Ginninderra (AUS) \| \| G \| 3 \| \| Wright-Foreman, Justin (TW) \| 183 cm \| 86 kg \| 27-10-1997 \| Hofstra \| \| AG \| 5 \| \| Brantley, Jarrell (TW) \| 196 cm \| 113 kg \| 07-06-1996 \| College of Charleston \| \| G \| 6 \| \| Tucker, Rayjon \| 191 cm \| 95 kg \| 24-09-1997 \| Arkansas–Little Rock \| \| P \| 10 \| \| Conley, Mike \| 185 cm \| 79 kg \| 11-01-1987 \| Ohio State \| \| C \| 13 \| \| Bradley, Tony \| 208 cm \| 112 kg \| 08-01-1998 \| Carolina del Nord \| \| P \| 15 \| \| Mudiay, Emmanuel \| 191 cm \| 91 kg \| 05-03-1996 \| Prime Prep Academy (TX) \| \| AG \| 16 \| \| Morgan, Juwan \| 201 cm \| 105 kg \| 17-04-1997 \| Indiana \| \| AG/C \| 17 \| \| Davis, Ed \| 206 cm \| 99 kg \| 05-06-1989 \| Carolina del Nord \| \| AP \| 23 \| \| O'Neale, Royce \| 198 cm \| 103 kg \| 05-06-1993 \| Baylor \| \| C \| 27 \| \| Gobert, Rudy (C) \| 216 cm \| 111 kg \| 26-06-1992 \| Francia \| \| A \| 31 \| \| Niang, Georges \| 203 cm \| 104 kg \| 17-06-1993 \| Iowa State \| \| G/AP \| 44 \| \| Bogdanović, Bojan \| 203 cm \| 103 kg \| 18-04-1989 \| Croazia \| \| G \| 45 \| \| Mitchell, Donovan \| 191 cm \| 98 kg \| 07-09-1996 \| Louisville \| \| G \| 81 \| \| Oni, Miye \| 196 cm \| 93 kg \| 08-04-1997 \| Yale \| | Allenatore - Quin Snyder Assistente/i - Johnnie Bryant - Alex Jensen - Mike Wells Legenda - (C) Capitano - (FA) Free agent - (S) Sospeso - (TW) Contratto Two-way - (GL) Assegnato a squadra G League affiliata - Infortunato Roster • Transazioni · Ultima transazione: 30 gennaio 2020 |                                                  |                             |         |        |              |                         |
| Pos. | Num. | Naz.                                             | Nome                        | Altezza | Peso   | Data nascita | Provenienza             |
| G | 00 | Stati Uniti (bandiera) · Filippine (bandiera)    | Clarkson, Jordan            | 193 cm  | 88 kg  | 07-06-1992   | Missouri                |
| G | 0 | Stati Uniti (bandiera)                           | Williams-Goss, Nigel        | 188 cm  | 86 kg  | 16-09-1994   | Gonzaga                 |
| G/AP | 2 | Australia (bandiera)                             | Ingles, Joe                 | 203 cm  | 103 kg | 02-10-1987   | Lake Ginninderra (AUS)  |
| G | 3 | Stati Uniti (bandiera)                           | Wright-Foreman, Justin (TW) | 183 cm  | 86 kg  | 27-10-1997   | Hofstra                 |
| AG | 5 | Stati Uniti (bandiera)                           | Brantley, Jarrell (TW)      | 196 cm  | 113 kg | 07-06-1996   | College of Charleston   |
| G | 6 | Stati Uniti (bandiera)                           | Tucker, Rayjon              | 191 cm  | 95 kg  | 24-09-1997   | Arkansas–Little Rock    |
| P | 10 | Stati Uniti (bandiera)                           | Conley, Mike                | 185 cm  | 79 kg  | 11-01-1987   | Ohio State              |
| C | 13 | Stati Uniti (bandiera)                           | Bradley, Tony               | 208 cm  | 112 kg | 08-01-1998   | Carolina del Nord       |
| P | 15 | RD del Congo (bandiera) · Stati Uniti (bandiera) | Mudiay, Emmanuel            | 191 cm  | 91 kg  | 05-03-1996   | Prime Prep Academy (TX) |
| AG | 16 | Stati Uniti (bandiera)                           | Morgan, Juwan               | 201 cm  | 105 kg | 17-04-1997   | Indiana                 |
| AG/C | 17 | Stati Uniti (bandiera)                           | Davis, Ed                   | 206 cm  | 99 kg  | 05-06-1989   | Carolina del Nord       |
| AP | 23 | Stati Uniti (bandiera)                           | O'Neale, Royce              | 198 cm  | 103 kg | 05-06-1993   | Baylor                  |
| C | 27 | Francia (bandiera)                               | Gobert, Rudy (C)            | 216 cm  | 111 kg | 26-06-1992   | Francia                 |
| A | 31 | Stati Uniti (bandiera) · Senegal (bandiera)      | Niang, Georges              | 203 cm  | 104 kg | 17-06-1993   | Iowa State              |
| G/AP | 44 | Croazia (bandiera)                               | Bogdanović, Bojan           | 203 cm  | 103 kg | 18-04-1989   | Croazia                 |
| G | 45 | Stati Uniti (bandiera)                           | Mitchell, Donovan           | 191 cm  | 98 kg  | 07-09-1996   | Louisville              |
| G | 81 | Stati Uniti (bandiera)                           | Oni, Miye                   | 196 cm  | 93 kg  | 08-04-1997   | Yale                    |

## Classifiche

### Northwest Division
| Northwest Division      | Northwest Division | Northwest Division | Northwest Division | Northwest Division | Northwest Division | Northwest Division | Northwest Division | Northwest Division |
| Squadra                 | V                  | S                  | V%                 | PR                 | Casa               | Trasf              | Div                | PG                 |
| ----------------------- | ------------------ | ------------------ | ------------------ | ------------------ | ------------------ | ------------------ | ------------------ | ------------------ |
| y – Denver Nuggets      | 46                 | 27                 | .630               | 7,0                | 26–11              | 20–16              | 12–2               | 73                 |
| x – Oklahoma Thunder    | 44                 | 28                 | .611               | 8,5                | 23–14              | 21–14              | 8–5                | 72                 |
| x – Utah Jazz           | 44                 | 28                 | .611               | 8,5                | 23–12              | 21–16              | 5–7                | 72                 |
| v – Portland T. Blazers | 35                 | 39                 | .473               | 18,5               | 21–15              | 14–24              | 5–8                | 74                 |
| Minnesota T'wolves      | 19                 | 45                 | .297               | 29,5               | 8–24               | 11–21              | 2–10               | 64                 |

### Western Conference
| Western Conference | Western Conference      | Western Conference | Western Conference | Western Conference | Western Conference | Western Conference |
| #                  | Squadra                 | V                  | S                  | V%                 | PR                 | PG                 |
| ------------------ | ----------------------- | ------------------ | ------------------ | ------------------ | ------------------ | ------------------ |
| 1                  | c – L.A. Lakers *       | 52                 | 19                 | .732               | –                  | 71                 |
| 2                  | x – L.A. Clippers       | 49                 | 23                 | .681               | 3,5                | 72                 |
| 3                  | y – Denver Nuggets *    | 46                 | 27                 | .630               | 7,0                | 73                 |
| 4                  | y – Houston Rockets *   | 44                 | 28                 | .611               | 8,5                | 72                 |
| 5                  | x – Oklahoma Thunder    | 44                 | 28                 | .611               | 8,5                | 72                 |
| 6                  | x – Utah Jazz           | 44                 | 28                 | .611               | 8,5                | 72                 |
| 7                  | x – Dallas Mavericks    | 43                 | 32                 | .573               | 11,0               | 75                 |
| 8                  | v – Portland T. Blazers | 35                 | 39                 | .473               | 18,5               | 74                 |
|                    |                         |                    |                    |                    |                    |                    |
| 9                  | v – Memphis Grizzlies   | 34                 | 39                 | .466               | 19,0               | 73                 |
| 10                 | Phoenix Suns            | 34                 | 39                 | .466               | 19,0               | 73                 |
| 11                 | San Antonio Spurs       | 32                 | 39                 | .451               | 20,0               | 71                 |
| 12                 | Sacramento Kings        | 31                 | 41                 | .431               | 21,5               | 72                 |
| 13                 | N.O. Pelicans           | 30                 | 42                 | .417               | 22,5               | 72                 |
| 14                 | Minnesota T'wolves      | 19                 | 45                 | .297               | 29,5               | 64                 |
| 15                 | G.S. Warriors           | 15                 | 50                 | .231               | 34,0               | 65                 |

## Mercato

### Free Agency

#### Acquisti
| Giocatore        | Data        | Provenienza    |
| ---------------- | ----------- | -------------- |
| Bojan Bogdanović | 7 luglio    | Indiana Pacers |
| William Howard   | 17 luglio   | Limoges CSP    |
| Stanton Kidd     | 17 luglio   | Darüşşafaka    |
| Ed Davis         | 20 luglio   | Brooklyn Nets  |
| Jeff Green       | 20 luglio   | Wash. Wizards  |
| Emmanuel Mudiay  | 20 luglio   | N.Y. Knicks    |
| Rayjon Tucker    | 24 dicembre | Wisconsin Herd |

#### Cessioni
| Giocatore      | Motivo     | Nuova squadra      |
| -------------- | ---------- | ------------------ |
| Ricky Rubio    | Free Agent | Phoenix Suns       |
| Raul Neto      | Taglato    | Philadelphia 76ers |
| Derrick Favors | Scambiato  | N.O. Pelicans      |
| Jeff Green     | Tagliato   | Free Agent         |

### Scambi
| 6 luglio 2019    | Utah JazzMike Conley Jr. | Memphis GrizzliesGrayson Allen Jae Crowder Kyle Korver Draft rights Darius Bazley Scelta protetta Utah al primo turno Draft 2020                           |
| 23 dicembre 2019 | Utah JazzJordan Clarkson | Cleveland CavaliersDanté Exum Scelta secondo turno Draft 2021 (di proprietà di San Antonio) Scelta secondo turno Draft 2022 (di proprietà di Golden State) |